# Elies Khoja
Elies Khoja (+ 1434) fou un general turcomongol al servei de Xah Rukh (segle XV). Era fill de Xaikh Ali Bahadur.
El 1412 Xah Rukh va enviar dos amirs a Coràsmia: Alikeh Kukeltaix i Elies Khoja, amb un exèrcit, i Musa Ka de Transoxiana amb 5000 homes. Els dos exèrcits es van trobar ja en territori de Coràsmia. A Urganj tenia el comandament Mubarak Xah, fill d'Adiku, amb Bijek com a cap de l'administració (emiri-diwan) i Sader com a cadi. Els amirs i notables es van reunir i hi va haver criteris divergents sobre que calia fer, però Adiku va optar per proposar la pau. Mentre Alikeh i Elies s'havien dirigit a un altre punt del país (que la font no identifica) i havia matat i fet presoners a molts habitants; els partidaris de la guerra es van reforçar i van fer un atac sorpresa a les forces imperials, que al no estar preparades foren dispersades; els combats van durar tot el dia i part de la nit fins a l'arribada de Adiku i de l'amir i príncep Genguis Oghlan. Les tropes imperials van abandonar el lloc perseguits pels corasmis que van saquejar els seus campaments. Quan l'emperador ho va saber va decidir enviar a Xah Malik i a Said Ali Tarkhan.
El 1414 Xah Rukh va tenir niotícies de les crítiques que li feia Sayyid Ali Kiya de Sari i Amol. Va decidir enviar a aquest govern als amirs Midrab Bahadur i Elies Khoja amb una carta en la que el comminava a mostrar submissió: Ali Kiya no va dubtar i va oferir immediatament mostres de submissió i va enviar a la cort al seu fill amb alguns presents. Xah Rukh li va atorgar un perdó complet
El 1414 va participar en la campanya d'Esfahan. Els amirs Hasan Sufi i Elies Khoja van assetjar la fortalesa d'Ikan, que amb un reforç oportú de l'emperador van acabar conquerint. Després va estar al propi setge de la ciutat. Una sortida de 300 cavallers per la porta de Berangar fou combatuda per Elies Khoja (que va quedar ferit) i rebutjada. El setge es va fer mes intens i estricte el 12 de juny de 1414. Va estar a Esfahan fins a la conquesta de la ciutadella.
El 1415 fou enviat al Mazanderan amb un nombre important de tropes . Kara Yusuf es va posar en marxa per atacar Sultaniya. Xah Rukh va enviar als amirs Ibrahim i Jahan Xah amb 20 batallons (kosxhun) amb l'ordre de reunir-se a Elies Khoja i anar a Rayy i allí concertar-se amb altres amirs i finalment combatre a Kara Yusuf si aquests continuava avançant (cosa que no va passar). El 1415 Elies fou confirmat per Xah Rukh en el govern de Qom, Kaixan, Rayy i Rustamdar fins a Gilan, territoris que va tenir com a soyurgal per utilitzar les rendes en l'administració i l'exèrcit. Segurament el seu germà Yusuf Khoja tenia alguna responsabilitat en el govern, potser com a naib. Durant deu anys la regió va gaudir de tranquil·litat i gairebé no s'esmenta a les cròniques, amb la notable excepeció d'un atac d'una amir kara koyunlu (al servei d'Iskandar kara koyunlu) a finals d'estiu de 1422 que va saquejar la regio però fou derrotat en batalla pel governador. El 1420-1421 Elies Khoja va participar en la campanya de l'Azerbaidjan. El 1428 un governant de Gilan, Sayyid Muhammad, li va demanar ajut contra Malik Gayurmarth de Rustumdar que estava saquejant diverses regions aprofitant la mort del gran cap de Gilan Sayyid Rida Kiya. Gayumarth fou derrotat per forces del governador i dels gilanis però Elies Khoja ja no va participar en la batalla, segurament per l'edat. Elies Khoja va deixar el càrrec segurament després d'aixó, passant al seu fill Khoja Yusuf però aquest va morir el 1433; el seu vell pare va morir un any després després de diversos anys d'inactividad.
El govern va passar a Muhammad Mirum Khoja (germà de Khoja Yusuf) a la regió de Sultaniya, i a Yusuf Khoja a la regió de Rayy. El soyurgal de Radkan va passar a Sayyid o Said Yusuf, fill de Said Khoja.